# Diplocentrus reddelli
Espèce
Diplocentrus reddelli est une espèce de scorpions de la famille des Diplocentridae.

## Distribution
Cette espèce est endémique du Yucatán au Mexique. Elle se rencontre dans la grotte Actun Xpukil.

## Description
Le mâle holotype mesure 27,70 mm.

## Étymologie
Cette espèce est nommée en l'honneur de James R. Reddell.

## Publication originale
- Francke, 1977 : The genus Diplocentrus in the Yucatan Peninsula with description of two new troglobites (Scorpionida, Diplocentridae). Association for Mexican Cave Studies, Bulletin, vol. 6, p. 49-61.